# Pomorska Droga św. Jakuba

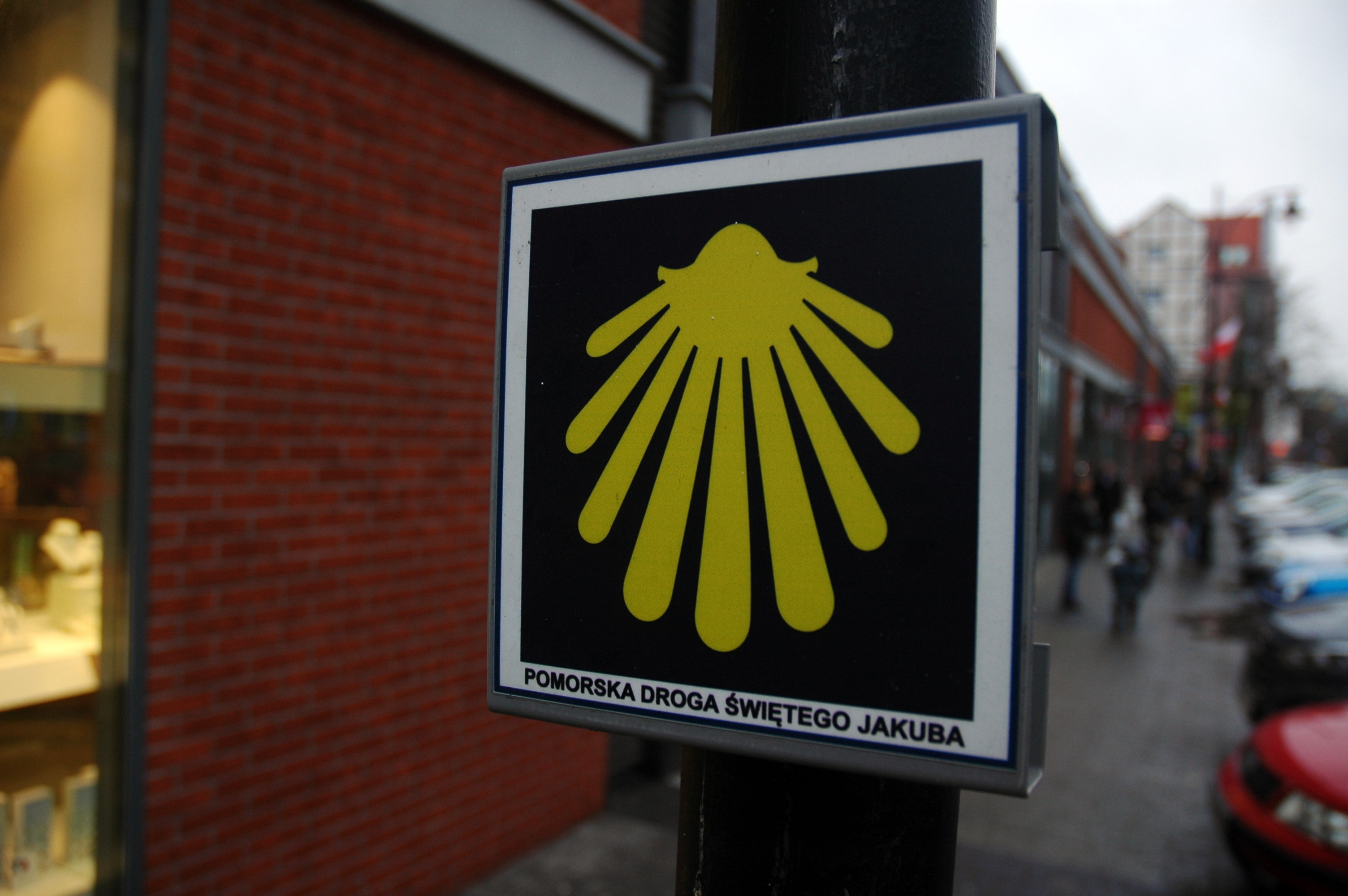
Znak Drogi św. Jakuba w Kołobrzegu

Pomorska Droga św. Jakuba lub Camino Polaco del Norte (Droga Północnopolska) część Via Baltica (Droga Bałtycka). W średniowieczu trasa ta wiodła od Estonii przez Litwę, Polskę, Niemcy. Odtworzona w latach 2011–2013 przy wsparciu środków z Unii Europejskiej programu Interreg Południowy Bałtyk.
Partnerzy projektu (Lębork, powiat lęborski, województwo zachodniopomorskie, województwo pomorskie, Pomorska Regionalna Organizacja Turystyczna, Uniwersytet Gdański, Uniwersytet w Greifswaldzie, Kretynga oraz Fundacja Szczecińska) odtworzyli szlak od Kretingi przez Królewiec, Elbląg, Gdańsk, Sianowo, Lębork, Łebę, Ustkę, Górę Chełmską w Koszalinie, Kołobrzeg, Kamień Pomorski, Wolin, Szczecin, Świnoujście, Greifswald do Rostocku. Droga została oficjalnie otwarta i włączona do sieci dróg św. Jakuba 28 lipca 2013 roku. Opracowany został również przewodnik po Pomorskiej Drodze św. Jakuba.
Jej odcinki w Polsce to kolejno:
- Elbląska Droga św. Jakuba
- Gdańska Droga św. Jakuba
- Żukowska (Kaszubska) Droga św. Jakuba
- Kartuska Droga św. Jakuba
- Lęborska Droga św. Jakuba
- Słupska Droga św. Jakuba
- Zachodniopomorska Droga św. Jakuba